# تیانجین پورت هلدینگ
تیانجین پورت هلدینگ (انگلیسی: Tianjin Port Holdings) شرکت لجستیک چینی است، که در سال ۱۹۹۲ تأسیس شد.